# Вань Ли
Вань Ли (кит. трад. 萬里, упр. 万里, пиньинь Wàn Lǐ; 1 декабря 1916, Дунпин, пров. Шаньдун, Китайская Республика — 15 июля 2015, Пекин, КНР) — китайский государственный деятель, председатель Постоянного комитета Всекитайского собрания народных представителей 7-го созыва (1988—1993).
Член ЦК КПК с 11 созыва (с 1977 г.), секретарь ЦК КПК 11—12 созывов (с 1980 г.), член Политбюро ЦК КПК 12—13 созывов (1982—1992).

## Биография
Родился в бедной крестьянской семье. С раннего детства стремился к получению образования, в 1939 г. принят в педагогическое училище в городе Цюйфу. Там начал ходить на занятия в книжный клуб для изучения марксистско-ленинских трудов. Включился в антияпонское революционное движение. По возвращении в родной город Дунпин становится преподавателем на неполный рабочий день, посвящая большую часть своего времени революционной агитации за активное сопротивление японским захватчикам.
Член КПК с 1936 г.
- 1937—1938 гг. — секретарь партийного комитета в Дунпине,
- 1938—1940 гг. — заведующий отделом агитации и пропаганды комитета региона Тайси
- 1940 г. — заместитель заведующего отделом пропаганды провинциального комитета КПК Западного Шаньдуна,
- 1940—1947 гг. — секретарь партийных комитетов 2-го, 7-го и 8-го уездных комитетов советского района Хэбэй-Шаньдун-Хэнань.

В последний период Гражданской войны занимал пост секретаря КПК советского района Хэбэй-Шаньдун-Хэнань (1947—1949).
После провозглашения Китайской Народной Республики Китай в 1949 г. был назначен заместителем директора департамента финансов Нанкинского военного городского комитета, директором департамента экономики и начальником городского строительного бюро. Затем был переведен на работу в должности заместителя начальника Юго-Западного военно-промышленного и административного комитета промышленного департамента (1949—1952), где он познакомился с Дэн Сяопином.
В 1952 г. был переведен на руководящую работу в Пекин.
- 1952—1955 гг. — заместитель министра строительства,
- 1955—1958 гг. — министр городского строительства.

В 1958 г. — секретарь Пекинского городского комитета КПК и вице-мэр Пекина. На этом посту сыграл ведущую роль в строительстве Большого зала народных собраний в Пекине в рамках подготовки к 10-летию празднования основания Народной Китайской Народной Республики.
Стал жертвой Культурной революции. Подвергся преследованиям, был арестован и отправлен в одиночную камеру, а затем направлен на «перевоспитание трудом». В 1973 году реабилитирован и восстановлен на своих постах в Пекине.
В 1975—1976 гг. — министр железных дорог КНР, однако в 1976 году, когда Дэн Сяопин вновь подвергся репрессиям, был снят с поста и подвергнут критике. В феврале 1976 – июне 1977 г. занимал пост первого заместителя министра легкой промышленности.
В 1977—1980 гг. — первый секретарь комитета КПК провинции Аньхой, одновременно в 1978—1979 годах председатель ее революционного комитета (регионального правительства). Получил известность как реформатор благодаря тому, что согласился выделить общественную землю в аренду крестьянам, которые могли оставлять себе излишки продукции, отказавшись от жёсткой системы сельских народных коммун. В народе даже появилась поговорка: «Если вы хотите поесть риса, то ищите его у Вань Ли».
В 1980 г. был избран в состав Секретариата ЦК КПК.
С 1980 г. — заместитель премьера Госсовета КНР, председатель Государственной агропромышленной комиссии, в 1983—1988 гг. — первый по рангу вице-премьер Госсовета КНР в правительствах Чжао Цзыяна (до 1987 года) и затем Ли Пэна.
Был близок к Чжао Цзыяну.
Его протеже указывали Дин Гуаньгэня.
В 1988—1993 гг. — председатель ПК ВСНП. (В 1958 году он стал секретарём Пекинского горкома КПК, мэром города тогда был Пэн Чжэнь, которого Вань Ли впоследствии сменил на посту председателя ПК ВСНП). Его продвижению в партии воспротивились ее консервативные круги. Во время Событий на площади Тяньаньмэнь находился с официальным визитом в США и Канаде, вернулся в КНР уже тогда, когда руководство партии во главе с Дэн Сялопином приняло решение о подавлении студенческих волнений.
С 1993 г. на пенсии.
В 2004 г. призвал к демократической реформе системы принятия решений партии. Он также выступал за реабилитацию Чжао Цзыяна.
Некоторыми исследователями включался в число Восьми бессмертных Коммунистической партии Китая.
Был женат (супруга, Биан Тао, умерла в 2003 году), четыре сына и дочь.